# Franz Xaver Schwarz
Franz Xaver Schwarz (Günzburg, 27 de noviembre de 1875 - Ratisbona, 2 de diciembre de 1947) fue un político alemán que ejerció como Reichsschatzmeister (Tesorero Nacional) del Partido Nacionalsocialista Obrero Alemán durante la mayor parte de su existencia.

## Biografía
Schwarz nació en Günzburg. Realizó estudios filosofía y literatura en la Universidad de Múnich. Entre 1900 y 1925 estuvo involucrado en el gobierno militar y municipal de la ciudad de Munich. Empezó trabajando como voluntario en el Tribunal de Distrito de Günzburg, y luego trabajó como notario. Schwarz sirvió en el Ejército Imperial durante la Primera Guerra Mundial como Teniente segundo de Infantería. Debido a problemas gástricos que le afectaron durante toda su vida, en 1916 se salvó de tener que luchar en el Frente.

### Administrador del partido

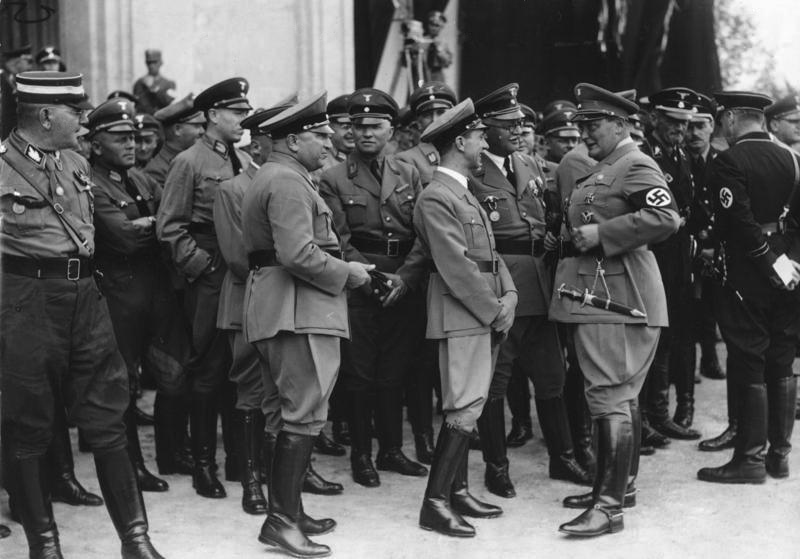
Congreso de Núremberg de 1936. Hermann Göring está hablando con Joseph Goebbels y Franz Xaver Schwarz. A la izquierda de Goebbels está el líder sindical Robert Ley.

Schwarz se unió al Partido Nacionalsocialista Obrero Alemán (NSDAP) en 1922. Inicialmente ejerció como asistente del editor del diario del partido, el Völkischer Beobachter. Participó en el fallido Putsch de la Cervecería de noviembre de 1923. Con la legalización y el restablecimiento del Partido Nazi el 27 de febrero de 1925, Schwarz se convirtió en el miembro del partido número seis. Un mes después, el 21 de marzo de 1925, dejó su puesto de trabajo como contable en el Ayuntamiento de Múnich para convertirse en tesorero del partido a tiempo completo. Schwarz reconstruyó la estructura administrativa y financiera del NSDAP, labor que realizó junto a Philip Bouhler y Max Amann. Pronto se ganó fama de administrador competente y eficiente. Fue también Schwarz el que puso el dinero para financiar la publicación del libro de Hitler, Mein Kampf. En abril-mayo de 1930 Schwarz negoció la adquisición de la nueva sede central del partido, la Casa Parda, en el número 45 de la Brienner Straße en Múnich.
Walther Darré definió a Franz Xaver Schwarz como un antisemita "desde su más tierna infancia".
Schwarz fue elegido diputado al Reichstag en 1933, en representación del distrito electoral de Franconia. Hitler también le nombró Reichsleiter, que era el segundo mayor rango político del Partido Nazi. El 23 de marzo de 1934 Hitler dio a Schwarz plena autoridad para hacerse cargo de las finanzas del partido. Sobre el movimiento de fondos dentro del partido, durante los interrogatorios aliados al final de la contienda, Schwarz señaló a Martin Bormann como el principal responsable de la corrupción del Partido Nazi.
Más allá de sus funciones meramente como tesorero del partido, Schwarz realizó otras labores. Por ejemplo, entre 1939 y 1941 realizó una auditoría de los escandalosos gastos del Gauleiter de Viena, Odilo Globocnik, que acabaría provocando indirectamente su destitución por el Reichsführer-SS Heinrich Himmler. En la primavera de 1942, Schwarz realizó una visita de inspección del Gueto de Łódź junto a otras autoridades nazis.

### Miembro de las SS
En junio de 1933 Schwarz se unió a las SS, con el número de afiliación 38.500; apenas un año después de haberse afiliado, el 1 de julio de 1934 fue ascendido al rango de SS-Obergruppenführer. Posteriormente, fue uno de los únicos cuatro receptores del rango de SS-Oberst-Gruppenführer (coronel general de las SS)  y el único de todos que recibió este rango como título honorario sin equivalente en los rangos de la Ordnungspolizei (OrPo) o las Waffen-SS.

### Últimos años
El 5 de junio de 1944, Schwarz fue condecorado por Hitler con la Cruz al Mérito de Guerra de 1.ª Clase con espadas (Kriegsverdienstkreuz 1. Klasse mit Schwertern) por sus labores durante los raids aéreos del 24-25 abril sobre Múnich. Más adelante Schwarz dirigiría un batallón del Volkssturm en Grünwald, hacia el final de la contienda. Fue arrestado por las tropas norteamericanas, que lo encarcelaron inmediatamente.
Durante los interrogatorios aliados, a pesar de su antiguo puesto, negó tener conocimiento sobre los industriales pronazis y las fuentes de origen de la financiación del partido. Schwarz falleció mientras estaba en un campo de internamiento aliado cerca de Ratisbona, el 2 de diciembre de 1947, debido a recurrentes problemas gástricos. Tenía entonces 72 años. En septiembre de 1948, Schwarz fue clasificado por el tribunal de desnazificación de Múnich como "criminal principal" de forma póstuma.